# NGC 6140
NGC 6140 este o galaxie situată în constelația Dragonul. A fost descoperită în 3 iunie 1788 de către William Herschel.